# SKY (университеты)
SKY — аббревиатура для обозначения трех самых престижных университетов в Южной Корее: Сеульский национальный университет, Университет Корё и Университет Ёнсе.  Термин широко используется в Южной Корее, СМИ и в самих университетах.
В Южной Корее поступление в один из университетов SKY считается решающим фактором, определяющим карьеру и социальный статус.  Многие из наиболее влиятельных политиков, юристов, врачей, инженеров и профессоров Южной Кореи окончили один из университетов SKY.

## Участники
| Учреждение                         | Тип             | Дата основания | Бакалавры     | Аспиранты     | Девиз                                                                   |
| ---------------------------------- | --------------- | -------------- | ------------- | ------------- | ----------------------------------------------------------------------- |
| Сеульский национальный университет | Государственный | 1946           | 16,325 (2010) | 10,616 (2010) | Veritas lux mea 진리는 나의 빛                                          |
| Университет Корё                   | Частный         | 1905           | 27,272 (2013) | 10,345 (2013) | Libertas, Justitia, Veritas 자유, 정의, 진리                            |
| Университет Ёнсе                   | Частный         | 1885           | 18,588 (2009) | 10,498 (2009) | The truth will set you free 진리가 너희를 자유케 하리라 (요한복음 8:32) |

## История
- 1885: был основан колледж Йонхи.
- 1905: был основан Посонский колледж
- 1924: был основан филиал Японского императорского университета Кэйо. Этот университет являлся основой для Сеульского национального университета.
- 1926: были открыты три отдела Императорского университета Кэйо (право, медицина, гуманитарные науки). Это был единственный работающий университет во время оккупации Кореи.
- 1946 август: Был основан Сеульский национальный университет путём объединения нескольких японских институтов (в том числе и Императорского университета Кэйо).
- 1946 август: Посонский колледж был переименован в Университет Корё.
- 1946 август: Колледж Йонхи переименован в Университет Ёнсе.

## Национальное признание
В 2010 году сообщалось, что 46,3% высоких правительственных чиновников и 50% руководителей крупных финансовых отраслей были выпускниками университетов SKY. Кроме того, более 60% студентов, которые сдали корейский экзамен на адвоката в 2010, были выпускниками SKY университетов.